# 凤翔 (清朝军官)
凤翔（19世纪？—1900年），字集庭，清朝汉军镶黄旗人。
凤翔驻防吉林，官至协领。光绪二十一年（1895年），甲午战争时，吉林将军长顺赴奉天督师，凤翔负责供应军需，因功擢升为瑷珲副都统。光绪二十六年（1900年）八国联军侵华时，俄罗斯帝国乘机出兵入侵中国东北。凤翔率部抗敌，击败名阔利士密德·廓米萨尔率领的侵略军，击毙俄军官两人。瑷珲陷落后，在兜沟子屯兵，率军抵内兴安岭。内兴安岭之役，凤翔与俄军激战受伤，呕血而死。